# ケリー・サイモン
Kelly Simonz（ケリー・サイモン、本名：島津 和博、1970年7月1日 - ）は日本、大阪府出身のギタリスト、シンガーソングライター、ギター講師。 身長178cm、体重74kg、血液型O型、ニックネームはカズ。カタカナでは中黒の無い「ケリーサイモン」、アルファベットでは半角スペースの無い「KellySIMONZ」という表記も用いられる。

## 経歴
中学2年でギターを始め、高校生の頃にバンド活動を開始。17歳の頃にLOUDNESSの前座に抜擢される。
高校卒業後に渡米、ミュージシャンズ・インスティチュートへ入学。卒業後にバンド活動を開始するも1994年に帰国。
1998年、自主制作アルバム『Sign Of The Times』でデビュー。
1999年、ロードランナー・レコードより『SILENT SCREAM』からメジャーデビューを果たすも、売上げこそ前作より2倍上がったものの、メジャーにおける印税収入の少なさに幻滅し、活動の場を再びインディーズに移す。
2003年よりMI JAPAN（現・専門学校ミュージシャンズ・インスティテュート東京）の講師として勤務。教え子には、後にプロギタリストとして活躍する大村孝佳、がいる。
2009年にはリットー・ミュージックより『超絶ギタリスト養成ギプス』を発行。
2010年頃より『島村楽器☆超絶ギターセミナー全国ツアー』を開始。
2014年、ガルネリウスの元ボーカルであるYama-Bを迎えキングレコードよりアルバム『BLIND FAITH』をリリース。

## スタイル
メインで演奏する楽器はエレキギター。
一方でヴォーカリストであり、マルチプレイヤーでもある。
演奏スタイルはイングヴェイ・マルムスティーン、ゲイリームーア、スティーヴィ・レイヴォーンなど感情的な演奏を行うプレイヤーの影響が全面的に出ている。
印象的なプレイで見落とされがちだが、楽曲そのもののボキャブラリーは豊富であり編曲技術が高い。
打ち込みの技術も評価されており、ドラムやシンセサイザーなどの打ち込みも演奏可能なことを配慮した打ち込みを行う。ジャンルを問わず聞きやすくキャッチーで完成度の高い楽曲が多い。
アニメ『ケンガンアシュラ』のサウンドトラックにも一部タイアップ。

主にエレキギターの奏法面での教育に大きく貢献した。
当時の情報量を考察すると難解なプレイに対する解読力が高く、習得した技術を伝達する能力も高い。
奏法面でのレッスンの内容は評価が高く、日本国内のプロギタリスト達の表現の幅を広げ可能性を与えたと言える。
講師としてのキャリアは日本国内で見れば非常に長く、現在も尚年齢を問わずギタリスト達からの人望はあつい。

## ディスコグラフィー

### アルバム
- 『Sign Of The Times』 （1998年）
- 『SILENT SCREAM』 （1999年）
- 『The Rule Of Right』 （2002年）
- 『THE BEST OF Kelly Simonz's BLIND FAITH』 （2009年）
- 『My Favorite Songs』 （2010年）
- 『BLIND FAITH』 （2014年）
- 『Holy Winter』 （2014年）
- 『AT THE GATES OF A NEW WORLD』（2015年）
- 『OVERTURE OF DESTRUCTION』 (2017年）
- 『FUTURE DESTINATION/TWILIGHT OF A LIFE』 (2017年）

### 書籍
- 超絶ギタリスト養成ギプスシリーズ
  - 『超絶ギタリスト養成ギプス』 （2009年）ISBN 9784845617180
  - 『超絶ギタリスト養成ギプス 孤高のクラシック名曲編』 （2010年）ISBN 9784845618378
  - 『超絶ギタリスト養成ギプス 天下無双の教速DVD編』 （2010年）ISBN 9784845618965
- 『頭でイメージした音をギターで表現できる本』 （2011年）ISBN 9784845620036
- 『頭でイメージした音を泣きのギターで表現できる本』 （2012年）ISBN 9784845621125
- 『Kelly SIMONZ式　超絶プレイを可能にするトレーニング・メソッド』 （2022年）ISBN 9784845637263
- 『Kelly SIMONZ式　超絶プレイを可能にするトレーニング・メソッド　実践編』 （2022年）ISBN 9784845637850
- 『ケリー・サイモン徹底解説 超絶スウィープ・ギター完全攻略BOOK』（2024年）ISBN 9784845640089

### VHS・DVD
- 『EURO TOUR 2002』 （2002年）
- 『ヘヴィ・ブルース・ロック・ギター』 （2013年）

## ゲスト参加
SighのアルバムGraveward収録の三曲でリードギターを披露している。

## テレビ出演
- ムジカ・ピッコリーノ（NHK教育テレビ 2013年7月27日）
- ららら♪クラシック（NHK教育テレビ 2021年1月15日）

## 関連人物・企業
- 島紀史

一時期不仲説が噂されていたが、2012年に共演した際に互いに否定している。
- 屍忌蛇
- ESP
- 島村楽器

定期的にギターセミナーを開催。
- 諸岡ケンジ